# Taíde
Taíde ist eine Gemeinde im Norden Portugals.

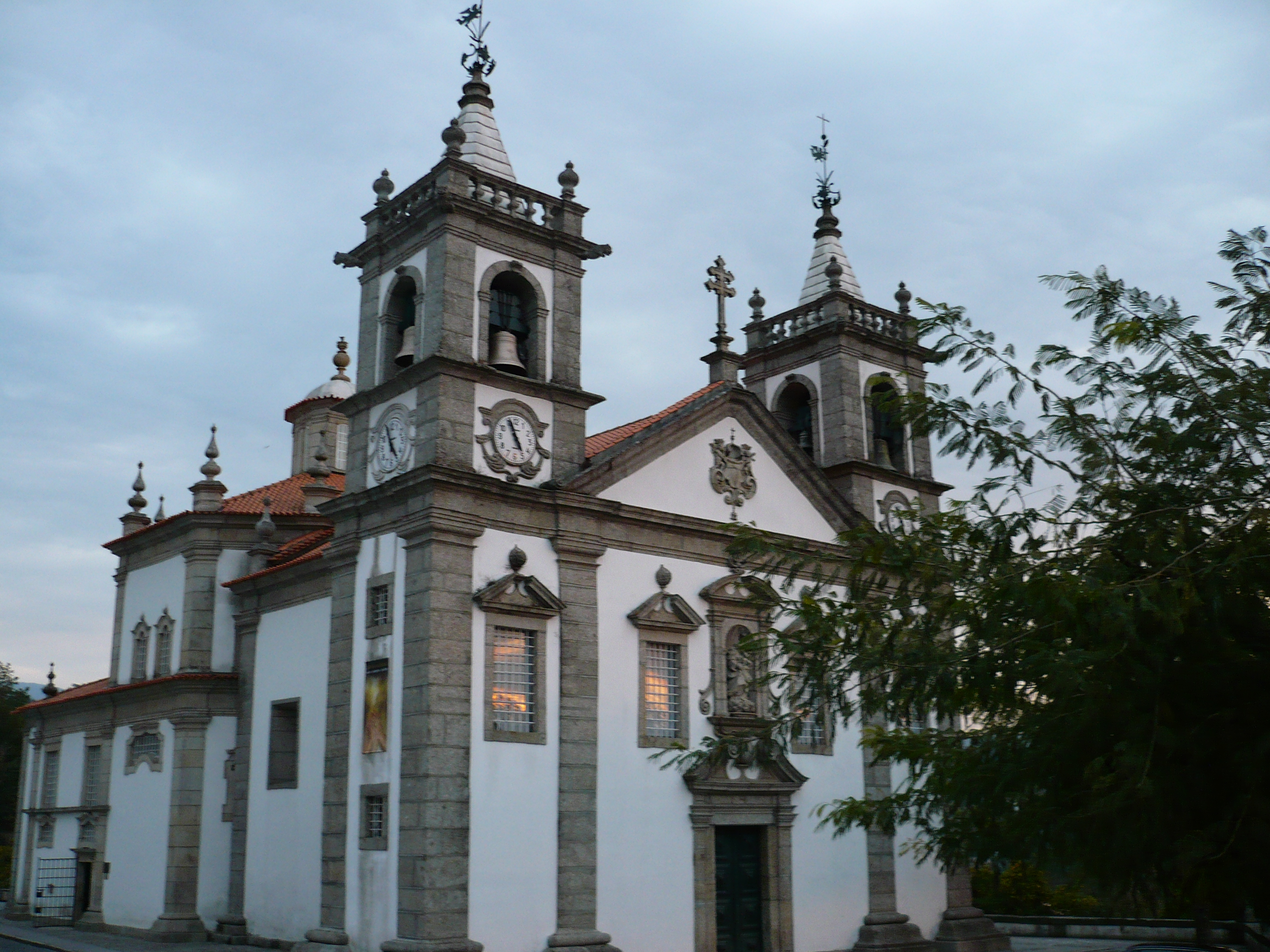
Santuário de Nossa Senhora do Porto de Ave

Taíde gehört zum Kreis Póvoa de Lanhoso im Distrikt Braga, besitzt eine Fläche von 6,7 km² und hat 1683 Einwohner (Stand 19. April 2021).
Mit der französischen Gemeinde Gerzat (Département Puy-de-Dôme) besteht eine Partnerschaft.

## Bauwerke
- Santuário de Nossa Senhora do Porto de Ave, in der Ortschaft Porto d'Ave